# 507e régiment d'infanterie

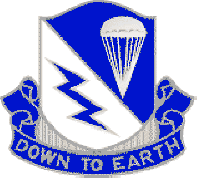
Insigne d'unité distincte du 507th Parachute Infantry Regiment de l'armée américaine.

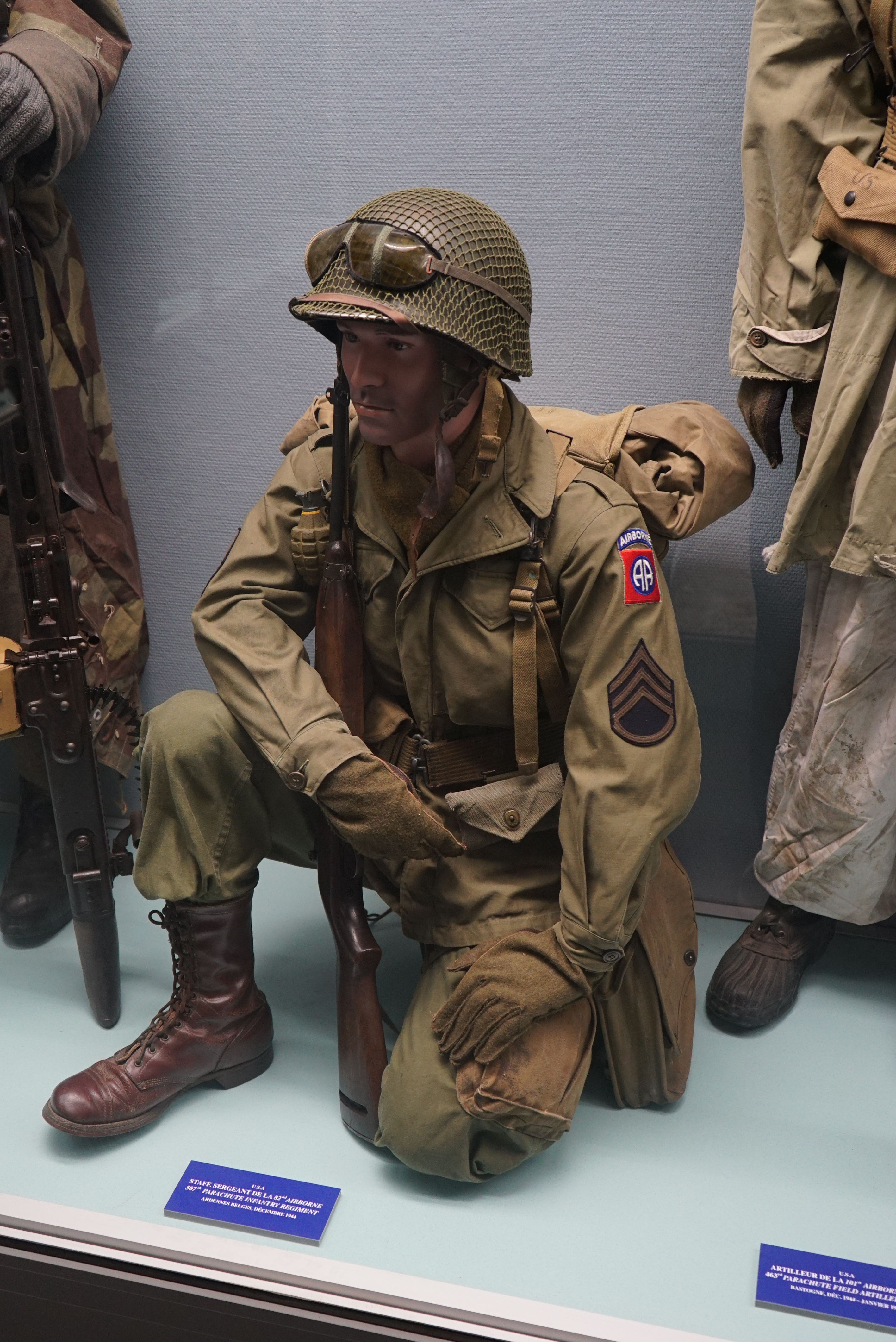
En tenue pour la bataille des Ardennes, musée de la Reddition.

Le 507e régiment d'infanterie est une formation de l'armée de terre des États-Unis ayant servi dans la 82e division aéroportée puis dans la 17e division aéroportée. Le régiment a été initialement formé au Camp Toccoa en Géorgie le 20 juillet 1942. Il participera à trois opérations au cours de la Seconde Guerre mondiale : le Jour J, la bataille des Ardennes et l'opération Varsity. Il sera dissous en septembre 1945 après la fin de la guerre. Réactivé en 1985, il sert de nos jours dans la Army Airborne School dans le cadre de la United States Army Training and Doctrine Command.

### Sources et bibliographie
- (en) Cet article est partiellement ou en totalité issu de l’article de Wikipédia en anglais intitulé « 507th Infantry Regiment (United States) » (voir la liste des auteurs).
- (en) Morgan Martin, Down to Earth: The 507th Parachute Infantry Regiment in Normandy: June 6-July 11, 1944. Schiffer Publishing, 2004  (ISBN 0-7643-2011-4).